# Le Mesnil-Amey
Le Mesnil-Amey est une commune française, située dans le département de la Manche en région Normandie, peuplée de 287 habitants.

## Géographie
La commune est à l'ouest du pays saint-lois. Son bourg est à 3 km à l'est de Marigny-Le-Lozon, à 5 km au nord-ouest de Canisy et à 9,5 km à l'ouest de Saint-Lô.
| Thèreval (comm. dél. de La Chapelle-en-Juger) | Thèreval (comm. dél. de La Chapelle-en-Juger) | Thèreval (comm. dél. de La Chapelle-en-Juger) |
| Marigny-Le-Lozon (comm. dél. de Marigny)      | du Mesnil-Amey                                | Thèreval (comm. dél. d'Hébécrevon)            |
| Marigny-Le-Lozon (comm. dél. de Marigny)      | Quibou                                        | Saint-Gilles (par un angle), Quibou           |

### Hydrographie
La commune est située dans le bassin Seine-Normandie. Elle est drainée par la Terrette, le cours d'eau 01 de la commune de la Chapelle en Juger, le fossé 01 de la Clergerie, le fossé 01 de la commune du Mesnil-Amley et un autre petit cours d'eau,.
La Terrette, d'une longueur de 29 km, prend sa source dans la commune de Cerisy-la-Salle et se jette  dans la Taute en limite de Tribehou et de Graignes-Mesnil-Angot, après avoir traversé 13 communes. 

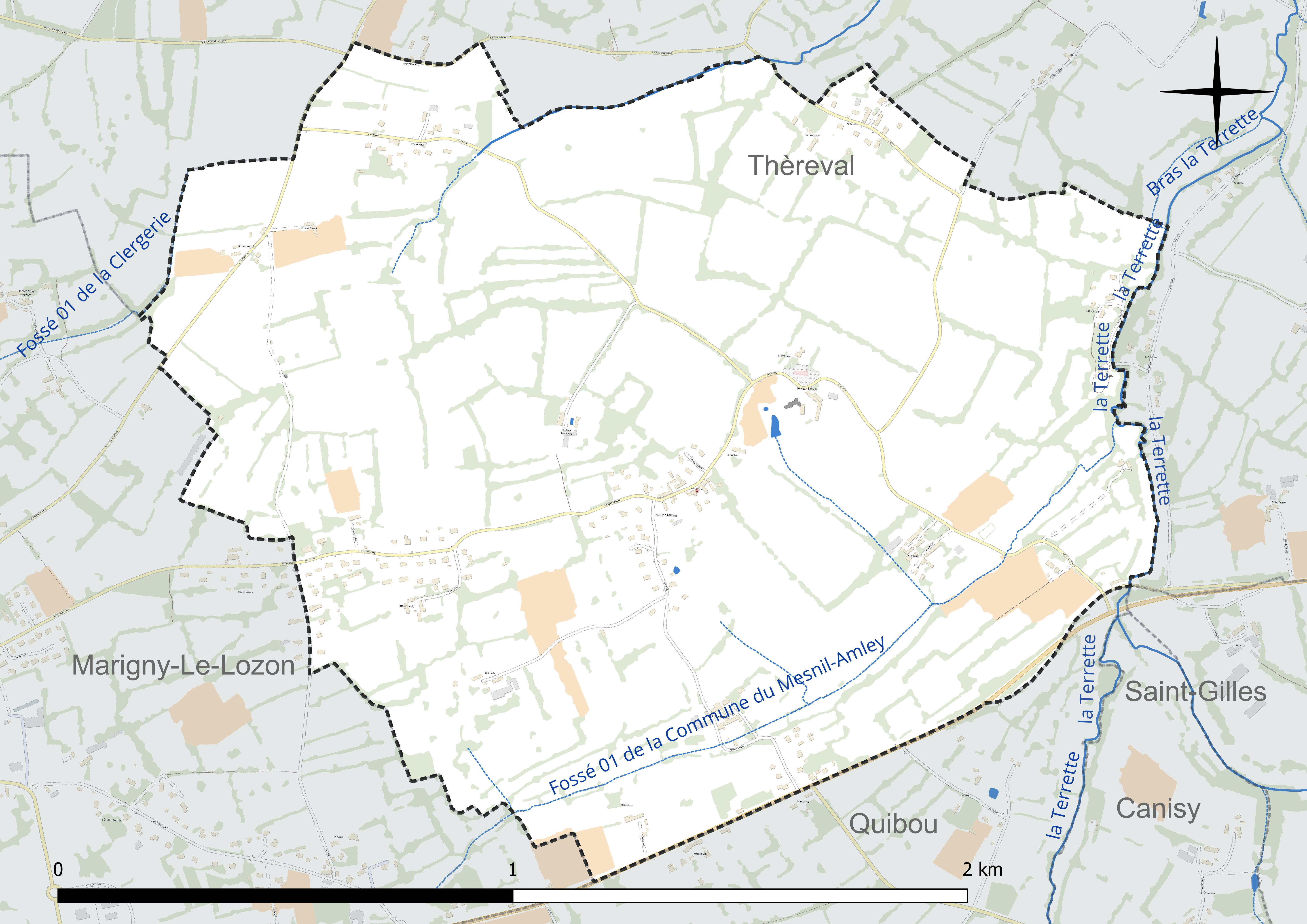
Réseau hydrographique du Mesnil-Amey.

### Climat
Pour des articles plus généraux, voir Climat de la Normandie et Climat de la Manche.
En 2010, le climat de la commune est de type climat océanique franc, selon une étude du CNRS s'appuyant sur une série de données couvrant la période 1971-2000. En 2020, Météo-France publie une typologie des climats de la France métropolitaine dans laquelle la commune est exposée à un climat océanique et est dans la région climatique  Normandie (Cotentin, Orne), caractérisée par une pluviométrie relativement élevée (850 mm/a) et un été frais (15,5 °C) et venté. Parallèlement le GIEC normand, un groupe régional d’experts sur le climat, différencie quant à lui, dans une étude de 2020, trois grands types de climats pour la région Normandie, nuancés à une échelle plus fine par les facteurs géographiques locaux. La commune est, selon ce zonage, exposée à un « climat maritime », correspondant au Cotentin et à l'ouest du département de la Manche, frais, humide et pluvieux, où les contrastes pluviométrique et thermique sont parfois très prononcés en quelques kilomètres quand le relief est marqué.
Pour la période 1971-2000, la température annuelle moyenne est de 10,8 °C, avec une amplitude thermique annuelle de 11,8 °C. Le cumul annuel moyen de précipitations est de 1 007 mm, avec 13,9 jours de précipitations en janvier et 8,2 jours en juillet. Pour la période 1991-2020, la température moyenne annuelle observée sur la station météorologique la plus proche, située sur la commune de Cerisy-la-Salle à 10 km à vol d'oiseau, est de 11,5 °C et le cumul annuel moyen de précipitations est de 1 112,5 mm,. Pour l'avenir, les paramètres climatiques de la commune estimés pour 2050 selon différents scénarios d’émission de gaz à effet de serre sont consultables sur un site dédié publié par Météo-France en novembre 2022.

## Urbanisme

### Typologie
Au 1er janvier 2024, Le Mesnil-Amey est catégorisée commune rurale à habitat dispersé, selon la nouvelle grille communale de densité à sept niveaux définie par l'Insee en 2022. Elle est située hors unité urbaine. Par ailleurs la commune fait partie de l'aire d'attraction de Saint-Lô, dont elle est une commune de la couronne,. Cette aire, qui regroupe 63 communes, est catégorisée dans les aires de 50 000 à moins de 200 000 habitants,.

### Occupation des sols
L'occupation des sols de la commune, telle qu'elle ressort de la base de données européenne d’occupation biophysique des sols Corine Land Cover (CLC), est marquée par l'importance des territoires agricoles (100 % en 2018), une proportion identique à celle de 1990 (100 %). La répartition détaillée en 2018 est la suivante : prairies (67 %), terres arables (33 %). L'évolution de l’occupation des sols de la commune et de ses infrastructures peut être observée sur les différentes représentations cartographiques du territoire : la carte de Cassini (XVIIIe siècle), la carte d'état-major (1820-1866) et les cartes ou photos aériennes de l'IGN pour la période actuelle (1950 à aujourd'hui).

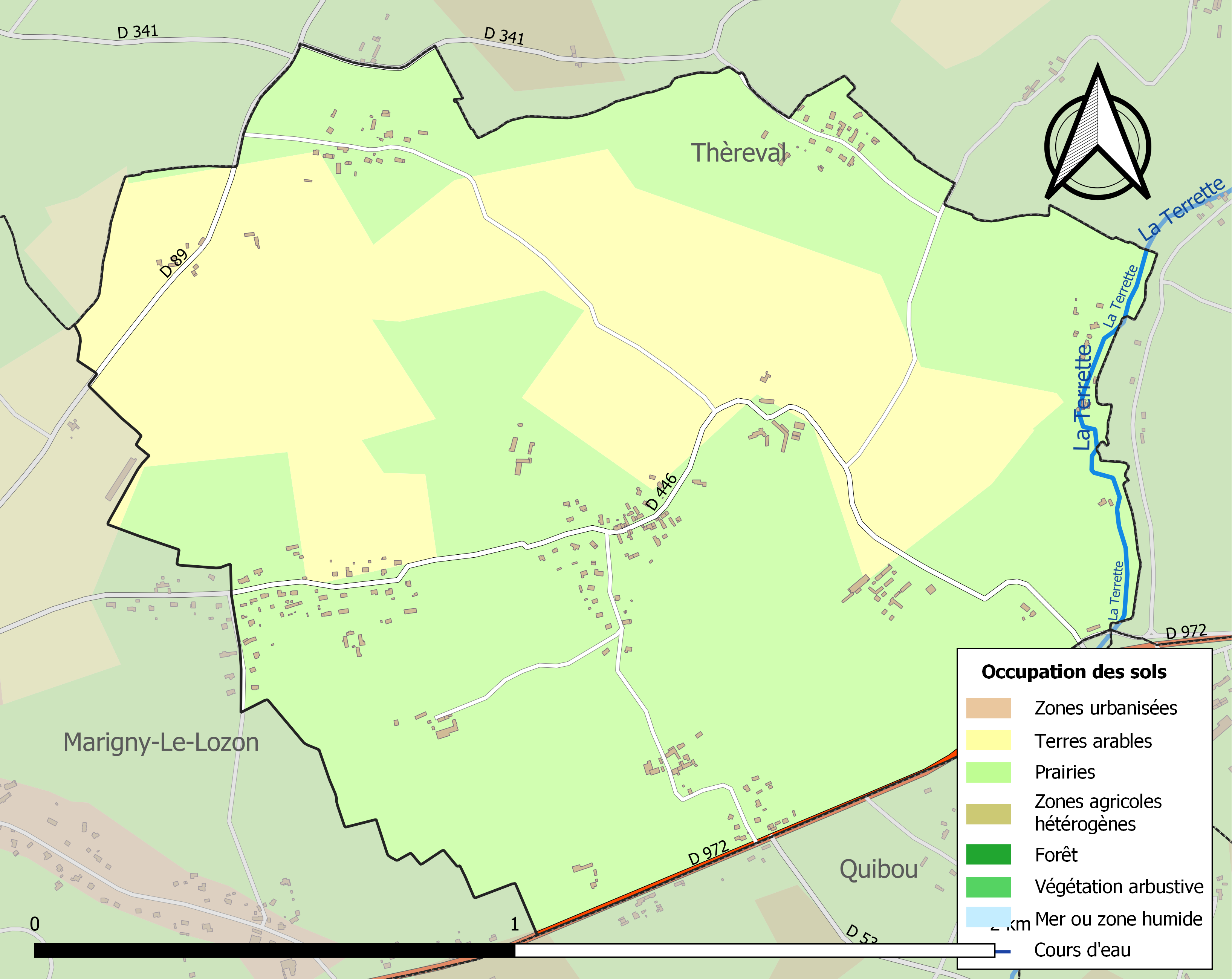
Carte des infrastructures et de l'occupation des sols de la commune en 2018 (CLC).

## Toponymie
Le nom de la localité est attesté sous la forme de Maisnillo Amato en 1198, Mesnil Ancey en 1793, Mesnil-Amey en 1801.
L'ancien français mesnil, « domaine rural », est à l'origine de nombreux toponymes, notamment en Bocage normand, suivi de l'adjectif amé (aimé).
Pour François de Beaurepaire et René Lepelley Amey serait un patronyme.

## Histoire
Au XIVe et XVe siècles, la famille de Folligny, originaire de la paroisse du même nom, possédait plusieurs fiefs noble sur le territoire du Mesnil-Amey.
Au XVe siècle, la seigneurie du mesnil-Amey était entre les mains de Jehan IV Boucard († 1484), confesseur et aumônier de Louis XI, évêque d'Avranches, recteur de l'Université de Paris, et qui était également seigneur de la Vaucelle.

## Politique et administration
| Période                                  | Période   | Identité         | Étiquette | Qualité     |
| ---------------------------------------- | --------- | ---------------- | --------- | ----------- |
| 1989                                     | mars 2008 | Georges Malassis | SE        | Agriculteur |
| mars 2008                                | En cours  | Jacques Clairaux | SE        | Employé     |
| Les données manquantes sont à compléter. |           |                  |           |             |

Le conseil municipal est composé de onze membres dont le maire et deux adjoints.

## Démographie
L'évolution du nombre d'habitants est connue à travers les recensements de la population effectués dans la commune depuis 1793. Pour les communes de moins de 10 000 habitants, une enquête de recensement portant sur toute la population est réalisée tous les cinq ans, les populations de référence des années intermédiaires étant quant à elles estimées par interpolation ou extrapolation. Pour la commune, le premier recensement exhaustif entrant dans le cadre du nouveau dispositif a été réalisé en 2004.
En 2022, la commune comptait 287 habitants, en évolution de +5,51 % par rapport à 2016 (Manche : −0,31 %, France hors Mayotte : +2,11 %).
Le Mesnil-Amey a compté jusqu'à 345 habitants en 1806.
| 1793 | 1800 | 1806 | 1821 | 1831 | 1836 | 1841 | 1846 | 1851 |
| ---- | ---- | ---- | ---- | ---- | ---- | ---- | ---- | ---- |
| 304  | 286  | 345  | 289  | 329  | 289  | 315  | 326  | 293  |

| 1856 | 1861 | 1866 | 1872 | 1876 | 1881 | 1886 | 1891 | 1896 |
| ---- | ---- | ---- | ---- | ---- | ---- | ---- | ---- | ---- |
| 274  | 250  | 244  | 233  | 215  | 226  | 223  | 209  | 217  |

| 1901 | 1906 | 1911 | 1921 | 1926 | 1931 | 1936 | 1946 | 1954 |
| ---- | ---- | ---- | ---- | ---- | ---- | ---- | ---- | ---- |
| 200  | 186  | 149  | 141  | 136  | 137  | 159  | 178  | 179  |

| 1962 | 1968 | 1975 | 1982 | 1990 | 1999 | 2004 | 2006 | 2009 |
| ---- | ---- | ---- | ---- | ---- | ---- | ---- | ---- | ---- |
| 177  | 159  | 148  | 187  | 236  | 251  | 259  | 254  | 260  |

| 2014 | 2019 | 2022 | - | - | - | - | - | - |
| ---- | ---- | ---- | - | - | - | - | - | - |
| 264  | 286  | 287  | - | - | - | - | - | - |

## Lieux et monuments

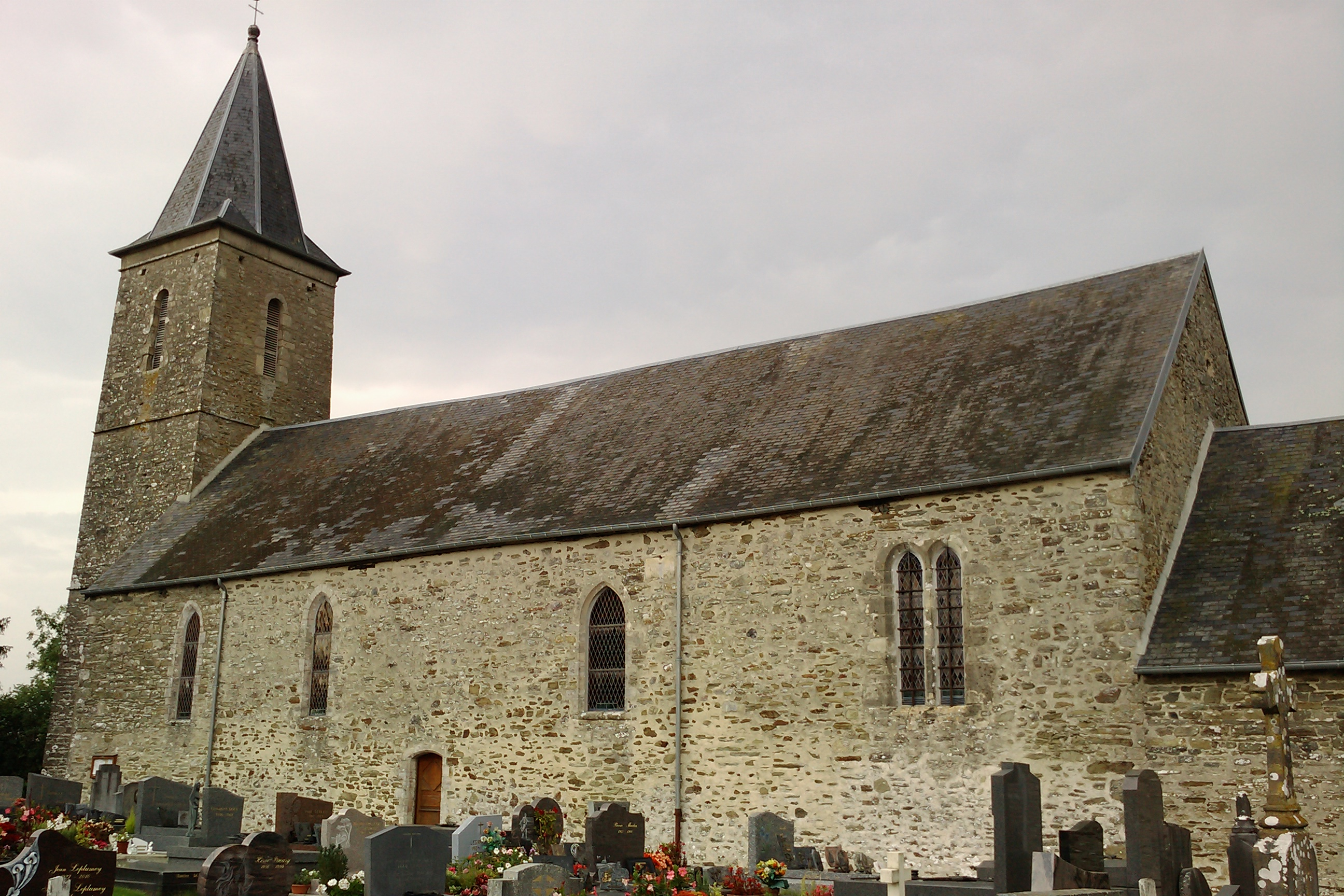
L'église Notre-Dame.

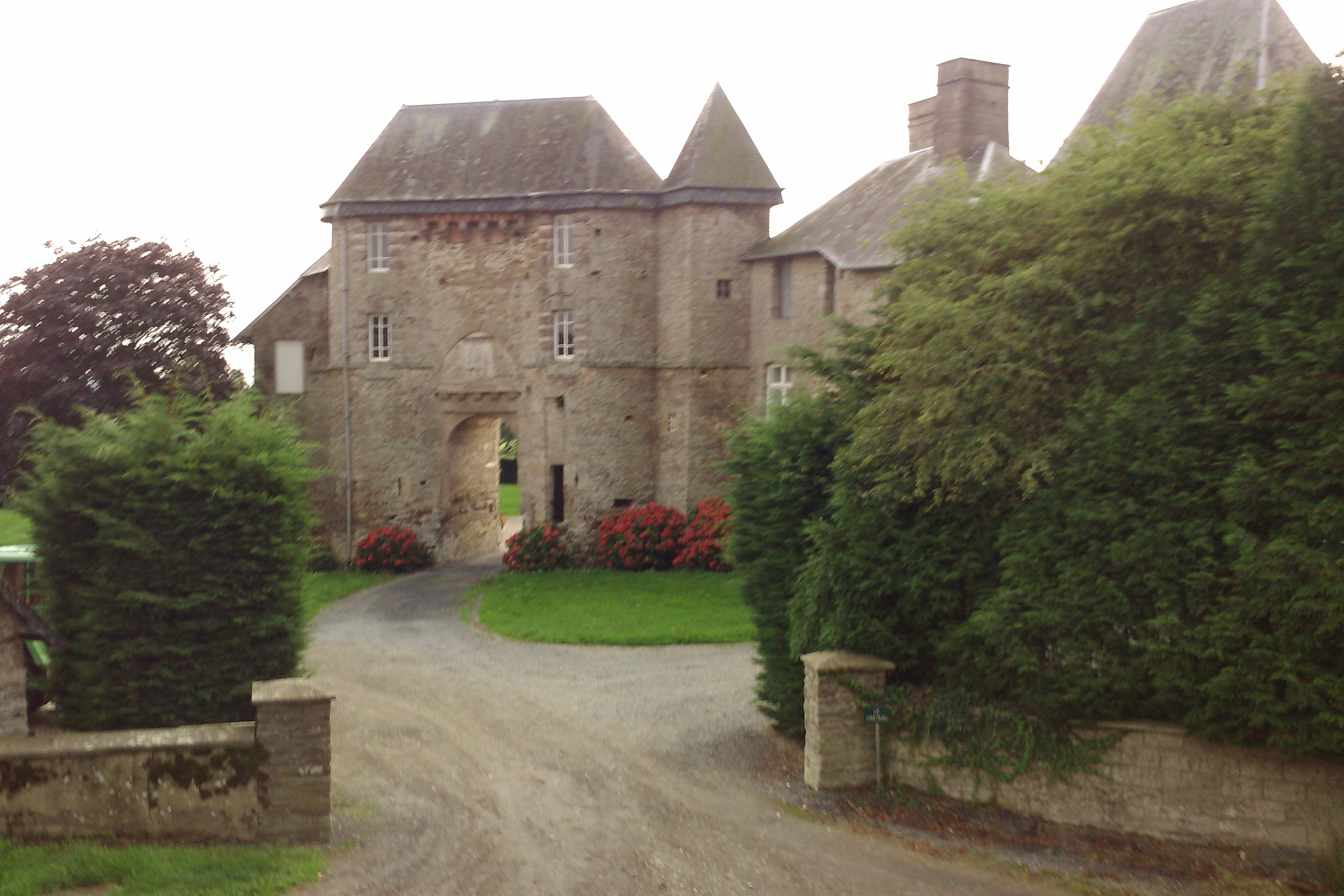
Le château du Mesnil-Amey.

- Église Notre-Dame, du XIIIe siècle refaite au XVIIIe. Elle abrite un autel et statuaire du XVIIIe, une chaire à prêcher et poutre de gloire du XVIIIe, un lutrin du XIXe, un bénitier-cloche du XVIIIe[26].
- Château du XVIIe siècle, avec châtelet d'entrée du XIVe siècle[33] flanquée de deux tours sur l'ancien chemin de Coutances à Saint-Lô. C'est Geoffroy Rossel († 1229) qui fit construire le château à l'origine de plan quadrangulaire entouré de douves. Il fut probablement bâti sur le domaine de Amey, fondateur de la seigneurie. Le château qui arbore encore ses mâchicoulis et un intérieur du XVIIe, a été très endommagé à la Révolution et en 1944.

Le château servit notamment de QG et d'observatoire avancé à Fritz Bayerlein (1899-1970), commandant de la Panzer Lehr Division, du haut duquel il constata l'anéantissement de ses troupes lors de l'opération Cobra. Restauré c'est de nos jours une exploitation agricole.
- Ancien presbytère.
- Ancien moulin.
- Lavoir.
- Grotte de Lourdes.
- Croix de cimetière (XVIIIe siècle).
- If funéraire du cimetière.